# Escudo de Cangas de Onís

El escudo de Cangas de Onís es de creación reciente, aunque existen otros dos más antiguos que están en el Archivo de la Junta General del Principado.
Está formado por un puente románico de oro, que hace referencia al existente en su capital. Superado por una cruz latina, en cuya base sale una bellota y una hoja de roble, que simboliza la cruz de la Victoria en su estado primitivo, antes de ser recubierta. A sus pies una luna menguante en plata, está invertida pues simboliza la victoria sobre los musulmanes en el 721.
Bordura general en oro que hace referencia a la antigua capital de Cangas de Onís, primera capital del Reino de Asturias.
Al timbre corona real cerrada. 
La descripción oficial, publicada en el BOE en 1945 es la siguiente: En campo sinople o verde, la Cruz de Pelayo en Jefe, con una media luna abatida, y en punta el famoso puente sobre el Sella con ondas de azur y plata, completándose con una orla de oro, y en letras de gules la leyenda "Mínima Orbium, Máxima Sedium" . BOE 129 de 09/05/1945
- Datos: Q8777883